# George Inness
George Inness (n. 1 mai 1825 – d. 3 august 1894) a fost un pictor american de peisaje.  Născut în Newburgh statul New York, Inness a murit în localitatea Bridge of Allan din Scoția. Opera sa a fost influențată de vechii maeștri, de școala americană de pictură romantică numită Hudson River School, de mișcarea artistică franceză Școala de la Barbizon și, în final, de opera teologică a lui Emanuel Swedenborg, ale cărui influențe spirituale au găsit o reprezentare limpede în operele maturității artistice ale lui Inness.  De fapt, Inness este cunoscut mai ales pentru aceste lucrări ale sale, care au ajutat la definirea și cristalizarea mișcării tonaliste.